# Franz Lukasovsky
Franz Lukasovsky (* 8. November 1940 in Wien) ist ein österreichischer Opernsänger (Tenor) und Musikpädagoge.

## Leben
Ab dem 6. Lebensjahr begann die musikalische Ausbildung von Lukasovsky, der von 1948 bis 1954 Mitglied der Wiener Sängerknaben war. Im Jahre 1958 legte er am Bundesrealgymnasiums Wien VIII, Albertgasse die Matura ab und begann Studien an der Akademie für Musik und darstellende Kunst und an der Universität Wien in den Studienrichtungen Germanistik, Geschichte und Musikwissenschaft.
Im Jahre 1962 legte er die Lehramtsprüfung für den Musikunterricht an Gymnasien ab, 1964 folgte die Staatsprüfung mit Lehrbefähigung für Sologesang und im Jahre 1967 erhielt er das Diplom für „Sologesang“ und diplomierte mit Auszeichnung in „Lied und Oratorium“. Im gleichen Jahr nahm er einen Lehrauftrag für Stimmbildung an der Akademie für Musik und darstellende Kunst in Graz an und wirkt seither an Konzerten mit alter, klassischer, romantischer und zeitgenössischer Musik mit.
Operndebüts in Siena und Wien folgten im Jahre 1973 ehe ihn eine Konzerttournee mit Bach–Passionen nach Tokio und Osaka führte. Sein Operndebüt in Deutschland feierte er, als er in der Saison 1974/75 ein Jahresengagement am Musiktheater im Revier in Gelsenkirchen annahm. Seither erfüllt er Gastverträge für Bühne und Konzert in Deutschland, Italien, der Schweiz und Österreich.
Im Jahre 1976 wurde er als Leiter einer Klasse für Sologesang an der Hochschule für Musik und darstellende Kunst in Graz bestellt und im Jahre 1980 zum außerordentlichen Hochschulprofessor ernannt.
Seine Berufung als ordentlicher Hochschulprofessor an die Hochschule für Musik und darstellende Kunst in Wien erfolgte im Jahre 1984. Von 1986 bis 1991 war er stellvertretender Abteilungsleiter und Vorsitzender der Studienkommission der Abteilung für Sologesang und seit 1994 wieder Stellvertreter des Abteilungsleiters. Im Jahre 1998 wurde er Abteilungsleiter, ehe 2002 seine Bestellung zum Institutsvorstand und zum Mitglied des Senates der Universität für Musik und darstellende Kunst Wien erfolgte.
Im Jahre 2006 war Lukasovsky gemeinsam mit dem Pianisten István Bonyhádi nach Bangkok eingeladen um einen Liederabend anlässlich des bevorstehenden sechzigsten Regierungsjubiläums von König Bhumibol zu gestalten.
Lukasovsky leitet Gast- und Meisterkurse in China, Finnland, Italien, Japan, Korea, den Niederlanden, Thailand, Tschechien, Vietnam und Österreich und ist Gründungsmitglied des Bundes österreichischer Gesangspädagogen 2000 (heute: EVTA-Austria), dessen erster Präsident er von 2000 bis 2008 war.

## Preise
- 1973: Erster Preis des „Teatro alla scala di Milano“ beim internationalen Wettbewerb für zeitgenössische Musik der „Società Italiana Musica Contemporanea“
- 1973: Interpretationspreis der „Società Italiana Musica Contemporanea“ für die beste Interpretation eines zeitgenössischen Vokalwerkes

## Auszeichnungen
- 2009: Verdienstmedaille in Gold der Universität für Musik und darstellende Kunst Wien
- 2010: Großes Silbernes Ehrenzeichen für Verdienste um die Republik Österreich (1952)
- Ehrenmitgliedschaft der „European Voice Teachers Association (EVTA)“